# Begoña Izquierdo
Begoña Izquierdo (Bilbao, 7 settembre 1926 – Madrid, 27 giugno 1999) è stata una pittrice spagnola.

## Biografia
Nasce a Bilbao, dove risiede fino al 1948, anno nel quale si trasferisce a Madrid, per studiare pittura all'Accademia di Belle Arti di San Fernando. Lì fece alcune amicizie, tra le quali quella con Luis Feito, Julio López Hernández, Julián Martín de Vidales, Manuel Méndez, César Montagna o Luccio Muñoz.
Nel 1954, ottiene il titolo ufficiale di professoressa di disegno, nello specifico di pittura e scultura. Realizza la sua prima esposizione con la pittrice e scultrice Carmen Arozena nel 1957; da quel momento in poi non smise mai di realizzare esposizioni, sia individuali che collettive, in Spagna e all'estero.
Nel 1963 si dedica per breve tempo all'illustrazione, realizzando alcuni disegni per libri per bambini, ad esempio La Estafeta Literaria e Cuadernos Hispanoamericanos. Nel 1965 ottiene la pensione March e vince il premio Aprile di Pittura.
In un primo tempo, la figura umana predomina su il resto. Gradualmente vengono introdotte più costruzioni e elementi naturali, arricchiti da un forte simbolismo, il quale gioca un ruolo importante all'interno delle sue composizioni. Nelle sue prime opere è solita utilizzare una gamma di colori scuri; si passa poi ad un momento in cui i colori diventano più brillanti, per poi giungere a una grande vivacità e luminosità. Non presta attenzione alla rappresentazione fedele delle proporzioni delle forme, in quanto l'esagerazione è funzionale al trasferimento delle sue emozioni sulla tela e alla grande espressività pittorica delle opere.
La sua pittura ha introiettato alcune caratteristiche dell'espressionismo; ad esempio la sua forza e energia, accompagnate da poesia e sensibilità, nel delineare frammenti di vita quotidiana e della felicità e tristezza di uomini e donne. Le sue raffigurazioni sono atemporali e non seguono alcun riferimento storico né alcuna tendenza, sviluppando una tematica universale e personale al tempo stesso.
Anche se per le sue produzioni principali ha utilizzato la tecnica dell'olio su tela, non è possibile ignorare i suoi schizzi a matita che rappresentano la messa in pratica delle sue esperienze con la scultura e delle influenze artistiche e ideologiche a cui fu soggetta. Muore a Madrid il 27 giugno 1999 a 72 anni.
| Controllo di autorità | VIAF (EN) 96327025 |